# Anton Turkalj
Anton Turkalj, född 10 juni 1996 i Johannebergs församling i Göteborg, är en svensk MMA-utövare som sedan 2022 tävlar i organisationen Ultimate Fighting Championship.

## Bakgrund

### Familj
Antons pappa, Fabian, var en av deltagarna i 2023 års Robinson.

## Karriär
Turkalj representeras av managern Majdi Shammas.

### MMA
Turkalj hade en framgångsrik karriär inom amatör-MMA med ett resultat om 16-3, där han bland annat blev europeisk mästare vid IMMAF Europeiska mästerskap 2017 innan han gjorde professionell debut 2018.

### Mästerskap och utmärkelser

#### Fight of the Night
1. Mot  Vitor Petrino vid UFC Fight Night: Yan vs. Dvalishvili, 11 mars 2023 i lätt tungvikt

## MMA tävlingsfacit
| Resultat | Facit | Motståndare                  | Metod                   | Evenemang                            | Datum             | Rond | Tid  | Plats              | Notering                       |
| -------- | ----- | ---------------------------- | ----------------------- | ------------------------------------ | ----------------- | ---- | ---- | ------------------ | ------------------------------ |
| Vinst    | 1–0   | Marius Pislariu (ROM)        | TKO (slag)              | RFX MMA 33                           | 10 december 2018  | 1    | 0:32 | Bukarest, Rumänien | Catchvikt (200 lbs / 99,8 kg). |
| Vinst    | 2–0   | Filip Vujič (MNE)            | KO (slag)               | Fight Club Rush 4                    | 27 Januari 2019   | 2    | n/a  | Västerås, Sverige  | Lätt tungvikt.                 |
| Vinst    | 3–0   | Julian Borisov (BLR)         | Submission (rear-naked) | Bulldog Media - Fight Night 2.0      | 19 april 2019     | 1    | 4:34 | Göteborg, Sverige  | Mellanvikt.                    |
| Vinst    | 4–0   | Felix Polianidis (CYP)       | TKO (slag)              | EFC 2                                | 12 oktober 2019   | 1    | n/a  | Linköping, Sverige | Catchvikt (207 lbs / 93,9 kg). |
| Vinst    | 5–0   | Athanasios Herkeletzis (GRE) | TKO (armbågar och slag) | Brave CF 37                          | 1 augusti 2020    | 1    | 1:15 | Stockholm, Sverige | Lätt tungvikt.                 |
| Vinst    | 6–0   | Ibo Aslan (AUT)              | Submission (rear-naked) | Brave CF 40                          | 24 augusti 2020   | 2    | 1:57 | Stockholm, Sverige | Catchvikt (216 lbs / 98 kg).   |
| Vinst    | 7–0   | Konstantin Soldatov (KAZ)    | KO (slag)               | Brave CF 50                          | 1 april 2021      | 1    | 0:13 | Isa Town, Bahrain  | Catchvikt (209 lbs / 94,8 kg). |
| Vinst    | 8–0   | Acácio dos Santos (BRA)      | Domslut (enhälligt)     | DWCS 2022, v. 1                      | 26 juli 2022      | 5    | 5:00 | Las Vegas, NV, USA | Lätt tungvikt.                 |
| Förlust  | 8–1   | Jailton Almeida (BRA)        | Submission (rear-naked) | UFC 279                              | 10 september 2022 | 1    | 4:27 | Las Vegas, NV, USA | Tungvikt.                      |
| Förlust  | 8-2   | Vitor Petrino (BRA)          | Domslut (enhälligt)     | UFC Fight Night: Yan vs. Dvalishvili | 11 mars 2023      | 3    | 5:00 | Las Vegas, NV, USA | Lätt tungvikt.                 |

### Sociala medier
- Anton Turkalj – Instagram